# Palazzo Caracciolo di Santobuono
Il palazzo Caracciolo di Santobuono è un palazzo monumentale di Napoli, ubicato in via Carbonara.
L'edificio fu eretto dai principi di Caracciolo di Santobuono nel 1584, sul luogo in cui precedentemente era situato un castello urbano, donato dal re Roberto d'Angiò a Landolfo Caracciolo nei primi decenni del XIV secolo.
Il palazzo, posizionato in un punto strategico, era utilizzato per la difesa cittadina: era infatti prossimo alla porta che serviva l'insula episcopale. Durante la Repubblica Napoletana fu scelto come residenza e quartier generale dal duca di Guisa.
Nel 1692 venne restaurato e arricchito con una notevole quadreria.
All'inizio del secolo successivo fu ospite a Palazzo Caracciolo il duca d’Elboeuf, l'iniziatore degli scavi delle città di Ercolano e Pompei, mentre nel 1799 il palazzo ospitò il generale Jean Étienne Championnet. Nel 1815 l'immobile fu abbandonato totalmente. Per un breve periodo ospitò gli uffici della questura.
Il palazzo ha due altissimi portali dai quali si accede al cortile porticato con pilastri in piperno (il chiostro cinquecentesco) e un secondo cortile, oggi giardino all'aperto. Presenta quattro piani e nel piano nobile sono rimaste alcune tracce di un soffitto affrescato.
Attualmente ospita un albergo.